# Бідевіль (Арканзас)
Бідевіль (англ. Beedeville) — місто (англ. town) в США, в окрузі Джексон штату Арканзас. Населення — 84 особи (2020).

## Географія
Бідевіль розташований на висоті 67 метрів над рівнем моря за координатами 35°25′31″ пн. ш. 91°6′52″ зх. д. / 35.42528° пн. ш. 91.11444° зх. д. (35.425279, -91.114362).  За даними Бюро перепису населення США в 2010 році місто мало площу 3,03 км², з яких 3,02 км² — суходіл та 0,02 км² — водойми.

## Демографія
Згідно з переписом 2010 року, у місті мешкало 107 осіб у 40 домогосподарствах у складі 25 родин. Густота населення становила 35 осіб/км².  Було 54 помешкання (18/км²). 
Расовий склад населення:
| - 95,3 % — білих - 2,8 % — корінних американців - 1,9 % — азіатів |

До двох чи більше рас належало 0,0 %. Іспаномовні складали 0,9 % від усіх жителів.
За віковим діапазоном населення розподілялося таким чином: 28,0 % — особи молодші 18 років, 58,9 % — особи у віці 18—64 років, 13,1 % — особи у віці 65 років та старші. Медіана віку мешканця становила 33,5 року. На 100 осіб жіночої статі у місті припадало 137,8 чоловіків;  на 100 жінок у віці від 18 років та старших — 133,3 чоловіків також старших 18 років.
Середній дохід на одне домашнє господарство  становив 31 978 доларів США (медіана — 22 083), а середній дохід на одну сім'ю — 29 741 долар (медіана — 21 563). За межею бідності перебувало 43,8 % осіб, у тому числі 70,2 % дітей у віці до 18 років та 22,7 % осіб у віці 65 років та старших.
Цивільне працевлаштоване населення становило 26 осіб. Основні галузі зайнятості: освіта, охорона здоров'я та соціальна допомога — 38,5 %, сільське господарство, лісництво, риболовля — 38,5 %, науковці, спеціалісти, менеджери — 3,8 %, виробництво — 3,8 %.
За даними перепису населення 2000 року в містечкі проживало 105 осіб, 30 сімей, налічувалося 43 домашніх господарств і 58 житлових будинків. Середня густота населення становила близько 32,8 осіб на один квадратний кілометр. Расовий склад за даними перепису розподілився таким чином: 95,24 % білих, 3,81 % — чорних або афроамериканців, 0,95 % — корінних американців.
З 43 домашніх господарств в 39,5 % — виховували дітей віком до 18 років, 60,5 % представляли собою подружні пари, які спільно проживають, в 2,3 % сімей жінки проживали без чоловіків, 30,2 % не мали сімей. 23,3 % від загального числа сімей на момент перепису жили самостійно, при цьому 9,3 % склали самотні літні люди у віці 65 років та старше. Середній розмір домашнього господарства склав 2,44 особи, а середній розмір родини — 2,83 особи.
Населення містечка за віковим діапазоном за даними перепису 2000 року розподілилося таким чином: 29,5 % — жителі молодше 18 років, 7,6 % — між 18 і 24 роками, 30,5 % — від 25 до 44 років, 19,0 % — від 45 до 64 років і 13,3 % — у віці 65 років та старше. Середній вік мешканця склав 34 роки. на кожні 100 жінок припадало 101,9 чоловіків, у віці від 18 років та старше — 111,4 чоловіків також старше 18 років.
Середній дохід на одне домашнє господарство в містечкі склав 34 375 доларів США, а середній дохід на одну сім'ю — 37 500 доларів. При цьому чоловіки мали середній дохід в 24 500 доларів США на рік проти 11 607 доларів середньорічного доходу у жінок. Дохід на душу населення в містечкі склав 24 995 доларів на рік. Всі родини ' ' Бідевілла ' ' мали дохід, що перевищує рівень бідності, 10,9 % від усієї чисельності населення перебувало на момент перепису населення за межею бідності, при цьому 14,3 % з них були молодші 18 років і 4,3 % — у віці 65 років та старше.